# Thomas William Körner
Thomas William Körner (17 de fevereiro de 1946) é um matemático britânico.
É professor da Universidade de Cambridge. Filho do filósofo Stephan Körner e de Edith Körner.
Estudou no Trinity Hall (Cambridge), onde obteve o doutorado com a tese Some Results on Kronecker, Dirichlet and Helson Sets em 1971, orientado por Nicholas Varopoulos. Em 1972 foi laureado com o Prêmio Salem.

## Obras
- Fourier Analysis[4]
- Exercises for Fourier Analysis
- A Companion to Analysis
- The Pleasures of Counting, 1996
- Naive Decision Making, 2008